# Khan
Khan (nep. खन) – gaun wikas samiti w zachodniej części Nepalu w strefie Lumbini w dystrykcie Arghakhanchi. Według nepalskiego spisu powszechnego z 2011 roku liczył on 1094 gospodarstwa domowe i 4356 mieszkańców (2560 kobiet i 1796 mężczyzn).